# 李元谅墓
李元谅墓，位于中国甘肃省崇信县城西北梁坡村的半山坡上，为一个省级文物保护单位，类型为古墓葬。
墓葬封土呈椭圆形，高7米，南北底径12米，东西底径8米，当地群众称为康坟疙瘩。
李元谅(公元732-793年11月)，唐代安息州人，本姓安。自幼为宦官骆奉先收养，改姓骆，名元光。唐德宗时著名将领，数次参加平叛，屡建奇功，先后加封镇国军节度使、华州刺史、检校尚书左仆射、武康郡王。贞元三年五月率部参加了平凉会盟，吐番劫盟，骆元光备守而得免。唐德宗嘉奖，赐姓李氏，改名元谅。贞元四年正月，加封陇右节度使，驻守良原，收复失地，新筑崇信城，取“推崇诚信，保境为信”之意。并开凿甘泉，人称“康王井”。1981年9月10日甘肃省人民政府公布李元谅墓为省级重点文物保护单位。2001年5月被国务院定为第五批国家级文物保护单位。 
。